# Kuala Sungai Pasir
Kuala Sungai Pasir is een bestuurslaag in het regentschap Ogan Komering Ilir van de provincie Zuid-Sumatra, Indonesië. Kuala Sungai Pasir telt 2496 inwoners (volkstelling 2010).